# Navdih
Navdih tudi inspiracija, (latinsko-inspiration), (grško-έμπνευση), je ustvarjalna moč, domišljija, ki jo vzbuja pojav ali stvar.